# جزيرة بالمرستون
جزيرة بالمرستون هي جزيرة مرجانية تقع في جزر كوك في المحيط الهادئ على بعد حوالي 290 ميلاً (470 كم) شمال غرب راروتونغا. هبط جيمس كوك هناك في 16 يونيو 1774.